# 美国特种作战司令部
美国特种作战司令部（英語：United States Special Operations Command，缩写USSOCOM或SOCOM），簡稱特戰司令部，是指挥美国陆军、海军、空军和美国海军陆战队所属各特種作戰部隊的联合作战司令部。该司令部是美国国防部的一部分，总部设在佛罗里达坦帕麦克迪尔空军基地。建立一个联合军种的特种作战司令部是對1980年鹰爪行动的失利所作的檢討。當時已退休的海军作战部长海军上将詹姆斯·霍洛韦主持调查，认为缺少指挥和控制以及特种作戰部队之间缺少相互的协调是本次任务失败的主要因素，故有必要成立一個統一的司令部來協調各部隊之間的指揮和合作。自1987年4月16日成立以来，美国特种作战司令部参加了从1989年美国入侵巴拿马到21世紀的敘利亞內戰等許多军事行动。
美国特种作战司令部的主要職責是指挥各美軍特種作戰部隊執行各種秘密任务，如非常规战争、他国协防任务、特种侦察、心理作战、民政事务、直接行动、反恐和掃毒作战。美国特种作战司令部在战争和非战争领域的整體表现证明其已成為一個成熟、文化融合、装备适当和具备适应性的特種作戰單位。USSOCOM內的每一个分支都有各自獨立運作的指挥司令部。当不同的特种作戰部队需要协同完成一项任务时，美国特种作战司令部就會擔任联合指挥机构。

## 历任司令
| 任期   | 肖像 | 名字                                                       | 单位     | 就任时间       | 御任时间       |
| ------ | ---- | ---------------------------------------------------------- | -------- | -------------- | -------------- |
| 第1任  |      | 詹姆斯·J·林赛上将 Gen James Joseph Lindsay (1932-)         | 美国陆军 | 1987年4月16日  | 1990年6月27日  |
| 第2任  |      | 卡尔·W·史汀纳上将 Gen Carl Wade Stiner (1936-)             | 美国陆军 | 1990年6月27日  | 1993年5月20日  |
| 第3任  |      | 韦恩·A·道宁上将 Gen Wayne Allan Downing (1940-2007)        | 美国陆军 | 1993年5月20日  | 1996年2月29日  |
| 第4任  |      | 享利·H·谢尔顿上将 Gen Henry Hugh Shelton (1942-)           | 美国陆军 | 1996年2月29日  | 1997年9月25日  |
| 代理   |      | 小雷蒙·史密斯少將 RADM Raymond C Smith Jr.                 | 美国海军 | 1997年9月25日  | 1997年11月5日  |
| 第5任  |      | 彼得·斯庫梅克上将 Gen Peter Jan Schoomaker (1946-)         | 美国陆军 | 1997年11月5日  | 2000年10月27日 |
| 第6任  |      | 查尔斯·R·霍兰德上将 Gen Charles R Holland (1946-)          | 美国空军 | 2000年10月27日 | 2003年9月2日   |
| 第7任  |      | 布萊恩·D·布朗上将 Gen Bryan Douglas Brown (1948-)          | 美国陆军 | 2003年9月2日   | 2007年7月9日   |
| 第8任  |      | 埃里克·奧尔森上将 Adm Eric Thor Olson (1952-)              | 美国海军 | 2007年7月9日   | 2011年8月8日   |
| 第9任  |      | 威廉·麥克雷文上将 Adm William Harry McRaven (1955-)        | 美国海军 | 2011年8月8日   | 2014年8月28日  |
| 第10任 |      | 约瑟夫·沃特尔上将 Gen Joseph Leonard Votel (1958-)         | 美国陆军 | 2014年8月28日  | 2016年3月30日  |
| 第11任 |      | 雷蒙德·托马斯上将 Gen Raymond Anthony Thomas III (1958-)   | 美国陆军 | 2016年3月30日  | 2019年3月29日  |
| 第12任 |      | 小理查德·克拉克上将 Gen Richard Douglas Clarke Jr. (1962-) | 美国陆军 | 2019年3月29日  | 2022年8月30日  |
| 第13任 |      | 布萊恩·芬頓上将 Gen Bryan P. Fenton (1965-)                | 美国陆军 | 2022年8月30日  | 现任           |

## 部隊構成

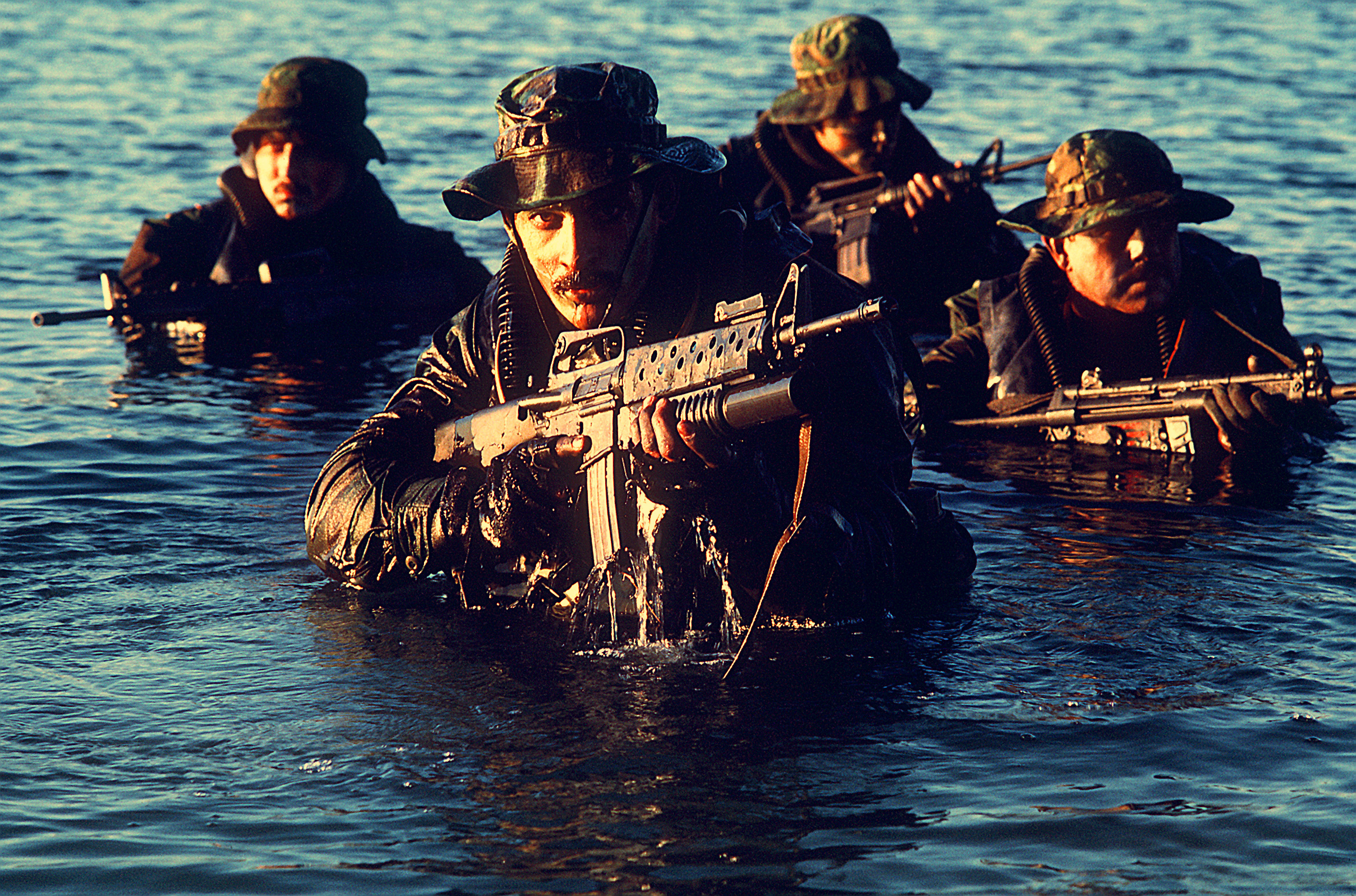
美國海軍海豹部隊

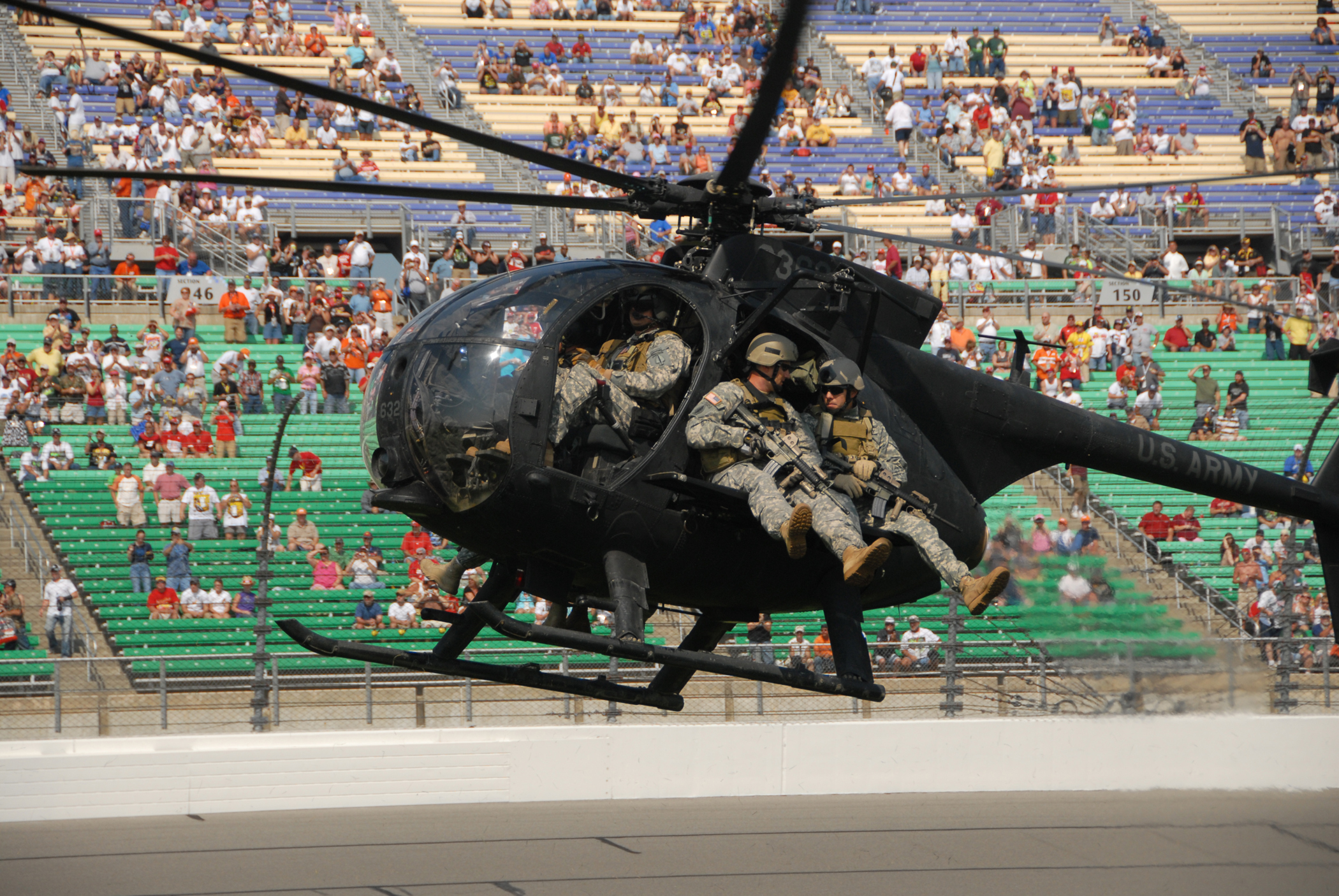
美國陸軍 第160特種作戰航空團

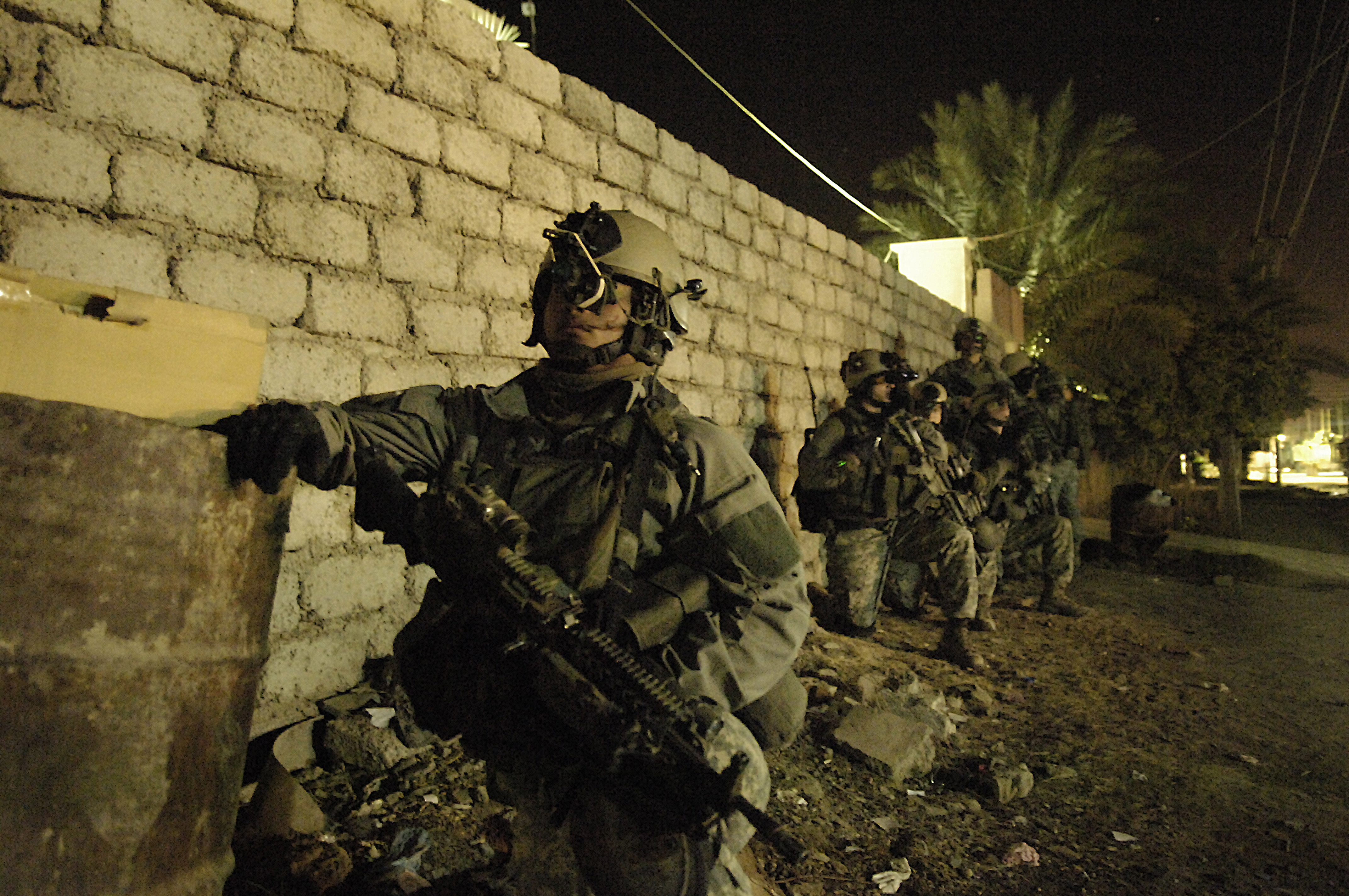
美國陸軍第75遊騎兵團

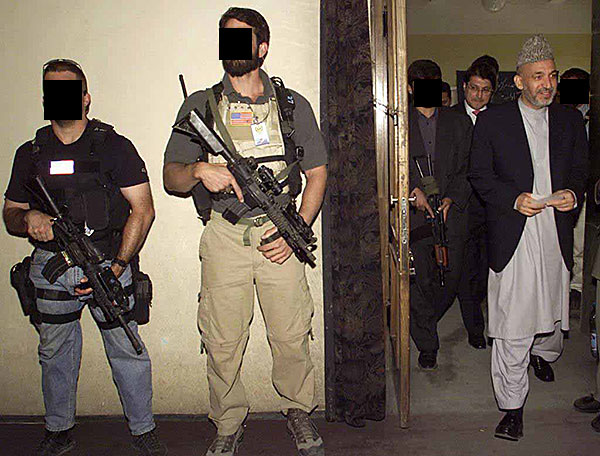
擔任著保鏢的美國海軍特種作戰開發團幹員

- 美國聯合特種作戰司令部
  - 美國陸軍
    - 第1特種部隊作戰分遣隊（三角洲部隊）
    - 情報支援活動
    - 美國陸軍第75遊騎兵團直屬偵察連（英语：Regimental Reconnaissance Company）
    - 航空技術辦公室（英语：Aviation Technology Office）
    - 聯合醫療強化單位

  - 美國海軍
    - 特種作戰開發組（海豹六隊）

  - 美國空軍
    - 第24特種戰術中隊（英语：24th Special Tactics Squadron）
    - 第66空中作戰中隊
    - 第427特種作戰中隊（英语：427th Special Operations Squadron）
    - 航空戰術評估組
- 美國陸軍特種作戰司令部
  - 陸軍特種部隊司令部（綠扁帽部隊）
    - 第1特種部隊群
    - 第3特種部隊群（英语：3rd Special Forces Group (United States)）
    - 第5特種部隊群
    - 第7特種部隊群（英语：7th Special Forces Group (United States)）
    - 第10特種部隊群（英语：9th Special Forces Group (United States)）
    - 第19特種部隊群（國民警衛隊）
    - 第20特種部隊群（英语：20th Special Forces Group）（國民警衛隊）
    - 第4軍事資訊支援組（英语：4th Military Information Support Group）
    - 第95民事旅（英语：95th Civil Affairs Brigade）

  - 第75遊騎兵團
    - 第1遊騎兵營（英语：1st Ranger Battalion）
    - 第2遊騎兵營（英语：2nd Ranger Battalion）
    - 第3遊騎兵營（英语：3rd Ranger Battalion）
    - 特別部隊營（英语：Special Troops Battalion）
    - 團直屬軍事情報營

  - 美國陸軍特種作戰航空司令部
    - 第160航空特戰團

  - 約翰·甘迺迪特戰中心暨學校（英语：John F. Kennedy Special Warfare Center and School）
- 美國海軍特種作戰司令部
  - 海軍三棲特戰隊（海豹部隊）
    - 第1海上特種作戰群
      - 三棲特戰隊第1、3、5、7分隊
      - 第1後勤支援單位
      - 第1海軍特種作戰單位
      - 第3海軍特種作戰單位

    - 第2海上特種作戰群
      - 三棲特戰隊第2、4、8、10分隊
      - 第2後勤支援單位
      - 第2海軍特種作戰單位
      - 第4海軍特種作戰單位
      - 第10海軍特種作戰單位

    - 第3海上特種作戰群（英语：Naval Special Warfare Group 3）
      - 三棲特戰運兵載具（英语：SEAL Delivery Vehicle）第1小隊
      - 三棲特戰運兵載具（英语：SEAL Delivery Vehicle）第2小隊
      - 第3後勤支援單位
      - 三棲特戰運兵載具第1分遣隊

    - 第4海上特種作戰群
      - 特種快艇隊（英语：Special warfare combatant-craft crewmen）第12、20、22小隊
      - 海軍小艇指導與技術培訓學校

    - 第10海上特種作戰群
      - 第1海軍特種作戰支援組
      - 第2海軍特種作戰支援組
      - 任務支援中心
      - 文化互動單位

    - 第11海上特種作戰群
      - 三棲特戰隊第17、18分隊（預備役（英语：United States Navy Reserve））

  - 美國海軍特種作戰中心（英语：Naval Special Warfare Center）
    - 基礎訓練司令部
    - 進階訓練司令部
- 美國空軍特種作戰司令部
  - 第1特種作戰聯隊（英语：1st Special Operations Wing）
  - 第24特種作戰聯隊
  - 第27特種作戰聯隊（英语：27th Special Operations Wing）
  - 第352特種作戰聯隊（英语：352nd Special Operations Wing）
  - 第353特種作戰大隊（英语：353rd Special Operations Group）
  - 第492特種作戰聯隊（英语：492nd Special Operations Wing）

（前空軍特種空中作戰中心）
- - 第193特種作戰聯隊（英语：193rd Special Operations Wing）
  - 第919特種作戰聯隊（英语：919th Special Operations Wing）
  - 第18飛行試驗中隊（英语：18th Flight Test Squadron）
  - 美國空軍特種作戰訓練中心（英语：Air Force Special Operations Training Center）
  - 戰術空中管制隊（英语：United States Air Force Tactical Air Control Party）
  - 傘降救援隊
  - 特種作戰氣象隊（英语：United States Air Force Special Operations Weather Technician）
  - 戰鬥管制隊（英语：United States Air Force Combat Control Team）
- 美國海軍陸戰隊特種作戰司令部
  - 海軍陸戰隊突襲兵團
    - 第1海軍陸戰隊突襲兵營
    - 第2海軍陸戰隊突襲兵營
    - 第3海軍陸戰隊突襲兵營

  - 海軍陸戰隊突襲兵支援群（英语：Marine Raider Support Group）
    - 第1海軍陸戰隊突襲兵支援營
    - 第2海軍陸戰隊突襲兵支援營
    - 第3海軍陸戰隊突襲兵支援營

  - 特種作戰訓練群（英语：Special Operations Training Group）

## 外部連結
- U.S. Special Operations Command
- Air Force Special Operations Command
- U.S. Army Special Operations Command
- U.S. Naval Special Warfare Command
- Joint Special Operations University